# Biệt thự Atma
Biệt thự Atma (Willa Atma của Ba Lan) ở Zakopane, Ba Lan, là một ngôi nhà gỗ lịch sử của Bảo tàng Karol Szymanowski, nó là một bộ phận của Bảo tàng Quốc gia ở Kraków.

## Lịch sử
Biệt thự được xây dựng vào cuối thế kỷ 19 như là một nhà khách theo phong cách nổi tiếng của người Kurop và được mở rộng vào năm 1926 bao gồm bảy phòng. Tên 'Atma' (được thêm vào những năm 1920), bắt nguồn trong từ tiếng Phạn có nghĩa là 'linh hồn'. Ngôi nhà được Szymanowski thuê trong sáu năm từ 1930 đến 1936 làm nơi ở chính trước khi ông qua đời năm 1937. Nó được mua thông qua một chiến dịch gây quỹ do nhà văn Jerzy Waldorff ở Cộng sản Ba Lan lãnh đạo và đã mở cửa như một bảo tàng vào ngày 6 tháng 3 năm 1976.

## Viện bảo tàng
Nhà soạn nhạc Szymanowski đã đến thăm Zakopane khi ông còn nhỏ. Biệt thự Atma trở thành nơi thường trú của ông khi ông được chẩn đoán mắc bệnh lao và rời vị trí Giám đốc tại Nhạc viện Warsaw vào năm 1930. Ông mô tả biệt thự trong một lá thư gửi mẹ ông là "một ngôi nhà nhỏ trên núi khiêm nhường". Trong số các nghệ sĩ đồng nghiệp đã đến thăm Szymanowski tại Biệt thự Atma là Artur Rubinstein, Serge Lifar và Emil Młynarski.
Sau cái chết của Szymanowski năm 1937, những người bạn của ông đã đề nghị biến Biệt thự thành một bảo tàng để vinh danh ông, nhưng mục đích này đã không đạt được cho đến năm 1976 khi ngôi nhà được Ủy ban "Atma" mua và tặng cho Bảo tàng Quốc gia Ba Lan. Các cuộc triển lãm bao gồm một trò giải trí gần gũi với nghiên cứu của nhà soạn nhạc, trong đó ông đã viết một số tác phẩm đáng chú ý nhất của mình, bao gồm Giao hưởng số 4, (một buổi hòa nhạc sinfonia với piano và dàn nhạc dành riêng cho Rubinstein), và Bản hòa tấu violin thứ hai của ông. Cuộc triển lãm được trang trí với bức chân dung của ông được vẽ bởi họa sĩ và nhà lý luận nghệ thuật hàng đầu của Ba Lan, Stanisław Witkiewicz.
Bảo tàng có trụ sở tại Zakopane trong ul. Kasprusie 19, và mở cửa từ Thứ Tư đến Chủ Nhật. Ngoài bộ sưu tập cố định ở tầng trệt, còn có một thư viện và kho lưu trữ ở tầng hai liên quan đến Szymanowski. Thỉnh thoảng các buổi hòa nhạc và buổi biểu diễn được tổ chức trong Biệt thự.